# Tratado de Anagni
Tratado de Anagni foi um acordo entre o Papa Bonifácio VIII, Jaime II de Aragão, Filipe IV da França, Carlos II de Nápoles e Jaime II de Maiorca. Foi assinado em 20 de junho de 1295 em Anagni, na Itália central. O principal objetivo era confirmar o Tratado de Tarascon de 1291, que encerrou a Cruzada Aragonesa. Também tratou de encontrar uma solução diplomática para a conquista da Sicília por Pedro III de Aragão em 1285.
Nem Frederico II da Sicília, irmão de Jaime de Aragão, nem o povo siciliano aceitaram o tratado e, em vez disso, travaram uma guerra contra as forças angevinas de Carlos de Nápoles. Carlos foi, conforme a cláusula respectiva do tratado, auxiliado pela frota de Jaime de Aragão. Esta guerra não terminou até a Paz de Caltabellotta em 1302.